# 小園 (綾瀬市)
小園（こぞの）は、神奈川県綾瀬市の地名。丁番を持たない単独町名で、住居表示未実施。

## 地理
市内北西部、相模野台地上の目久尻川左岸に位置する。地内東部は工業地帯、中央部は住宅地が広がり、目久尻川に面した西部には畑も見られる。
北で海老名市柏ケ谷、東で寺尾台・寺尾西・寺尾釜田、南で小園南、南から西にかけて早川、西で海老名市望地とそれぞれ接する（特記ないものは綾瀬市）。

### 河川
- 目久尻川

### 地価
住宅地の地価は、2023年（令和5年）1月1日の公示地価によれば、小園字北原1234番13の地点で13万9000円/m2となっている。

## 歴史
かつては小薗とも表記された。

### 沿革
- 戦国時代 - 相模国東郡小薗村の地名が見られる[5]。
- 江戸時代 - 高座郡小園村成立。旗本加藤氏知行、のち下総佐倉藩領[5]。
- 1871年（明治4年） - 小園村、佐倉県を経て神奈川県に所属[5]。
- 1889年（明治22年）4月1日 - 町村制施行により高座郡綾瀬村大字小園となる。
- 1945年（昭和20年）4月1日 - 綾瀬村が町制施行し、綾瀬町となる。
- 1971年（昭和46年） - 早園小学校開校[5]。
- 1978年（昭和53年）11月1日 - 綾瀬町が市制施行し、綾瀬市となる。
- 1986年（昭和61年）8月11日 - 地内南部で住居表示実施、小園南一丁目・二丁目として分立[7]。
- 2021年（令和3年）3月31日 - 東名高速道路綾瀬スマートインターチェンジ供用開始。

## 世帯数と人口
2022年（令和4年）3月1日現在（綾瀬市発表）の世帯数と人口は以下の通りである。
| 大字 | 世帯数 | 人口    |
| ---- | ------ | ------- |
| 小園 |        | 4,765人 |

### 人口の変遷
国勢調査による人口の推移。
| 年                 | 人口  |
| ------------------ | ----- |
| 1995年（平成7年）  | 4,642 |
| 2000年（平成12年） | 4,656 |
| 2005年（平成17年） | 4,829 |
| 2010年（平成22年） | 4,623 |
| 2015年（平成27年） | 4,704 |
| 2020年（令和2年）  | 4,727 |

### 世帯数の変遷
国勢調査による世帯数の推移。
| 年                 | 世帯数 |
| ------------------ | ------ |
| 1995年（平成7年）  | 1,561  |
| 2000年（平成12年） | 1,669  |
| 2005年（平成17年） | 1,848  |
| 2010年（平成22年） | 1,825  |
| 2015年（平成27年） | 1,908  |
| 2020年（令和2年）  | 2,011  |

## 学区
市立小・中学校に通う場合、学区は以下の通りとなる（2021年11月時点）。
| 番地 | 小学校             | 中学校             |
| ---- | ------------------ | ------------------ |
| 全域 | 綾瀬市立早園小学校 | 綾瀬市立城山中学校 |

## 事業所
2021年（令和3年）現在の経済センサス調査による事業所数と従業員数は以下の通りである。
| 大字 | 事業所数  | 従業員数 |
| ---- | --------- | -------- |
| 小園 | 199事業所 | 3,287人  |

### 事業者数の変遷
経済センサスによる事業所数の推移。
| 年                 | 事業者数 |
| ------------------ | -------- |
| 2016年（平成28年） | 224      |
| 2021年（令和3年）  | 199      |

### 従業員数の変遷
経済センサスによる従業員数の推移。
| 年                 | 従業員数 |
| ------------------ | -------- |
| 2016年（平成28年） | 5,342    |
| 2021年（令和3年）  | 3,287    |

## 交通
地内を通る鉄道路線はない。最寄駅は小田急小田原線・相鉄本線・JR相模線海老名駅および相鉄本線かしわ台駅。

### バス
- 相鉄バス
  - 綾41系統 綾瀬車庫経由綾瀬市役所・海老名駅行き
  - 綾43系統 早川経由綾瀬市役所・海老名駅行き
  - 綾51系統 釜田経由綾瀬市役所・海老名駅行き
  - 綾52系統 相模大塚駅南口・海老名駅行き
  - 綾53系統 綾瀬車庫・海老名駅行き
  - 綾61系統 急行 早川中央第3・海老名駅行き
  - 綾62系統 早川中央第3・海老名駅行き
  - 綾72系統 綾瀬車庫・相模大塚駅南口・大和駅行き

東名高速道路綾瀬バスストップに停車する高速バス路線については綾瀬スマートインターチェンジ#綾瀬バスストップを参照。

### 道路
高速道路
- 東名高速道路
  - 綾瀬SIC/BS

主要地方道
- 神奈川県道40号横浜厚木線（旧国道246号、厚木街道） - 地内を東西に横切る。
- 神奈川県道42号藤沢座間厚木線 - 東端を南北に通過。

## 施設

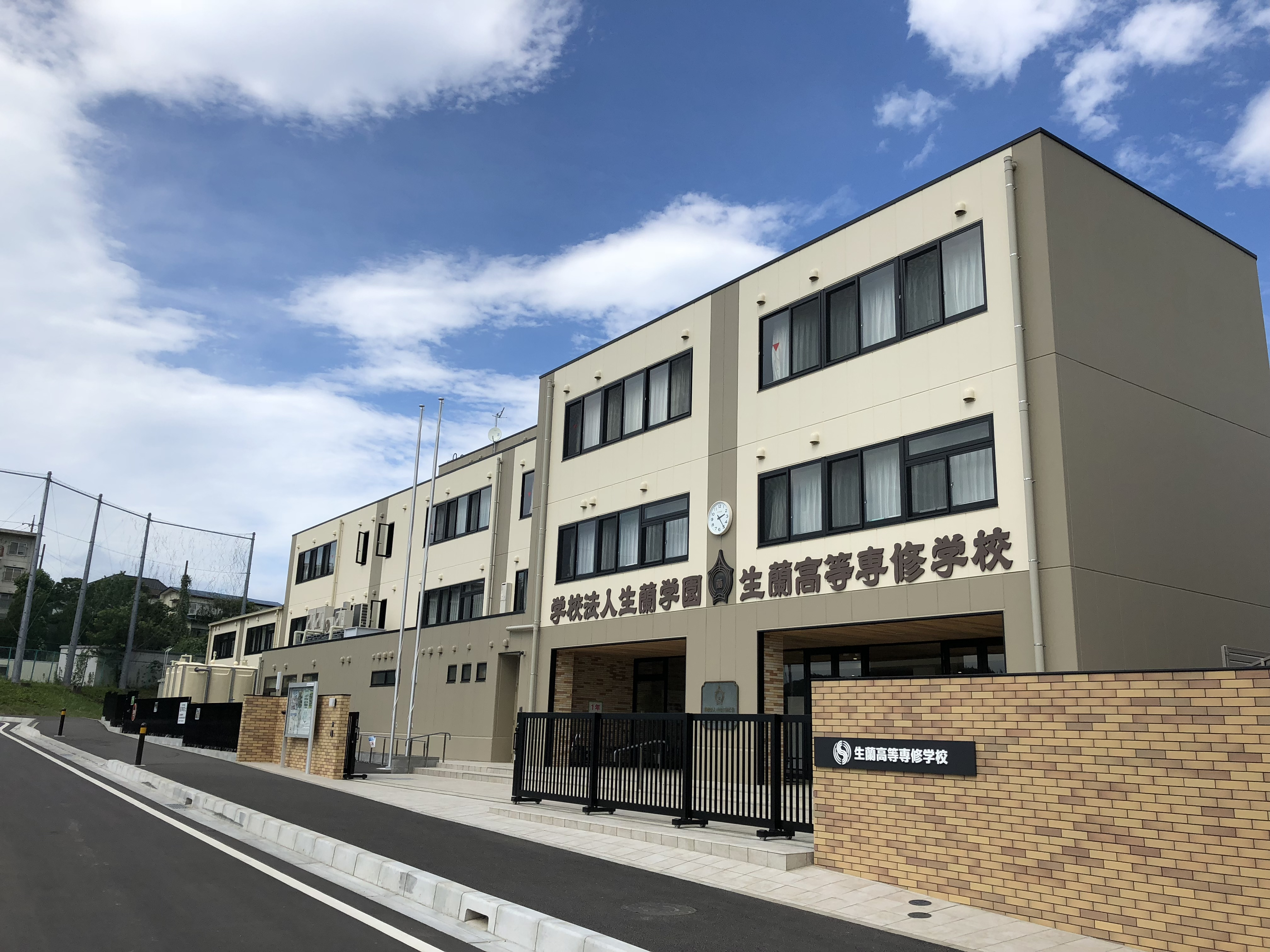
生蘭高等専修学校

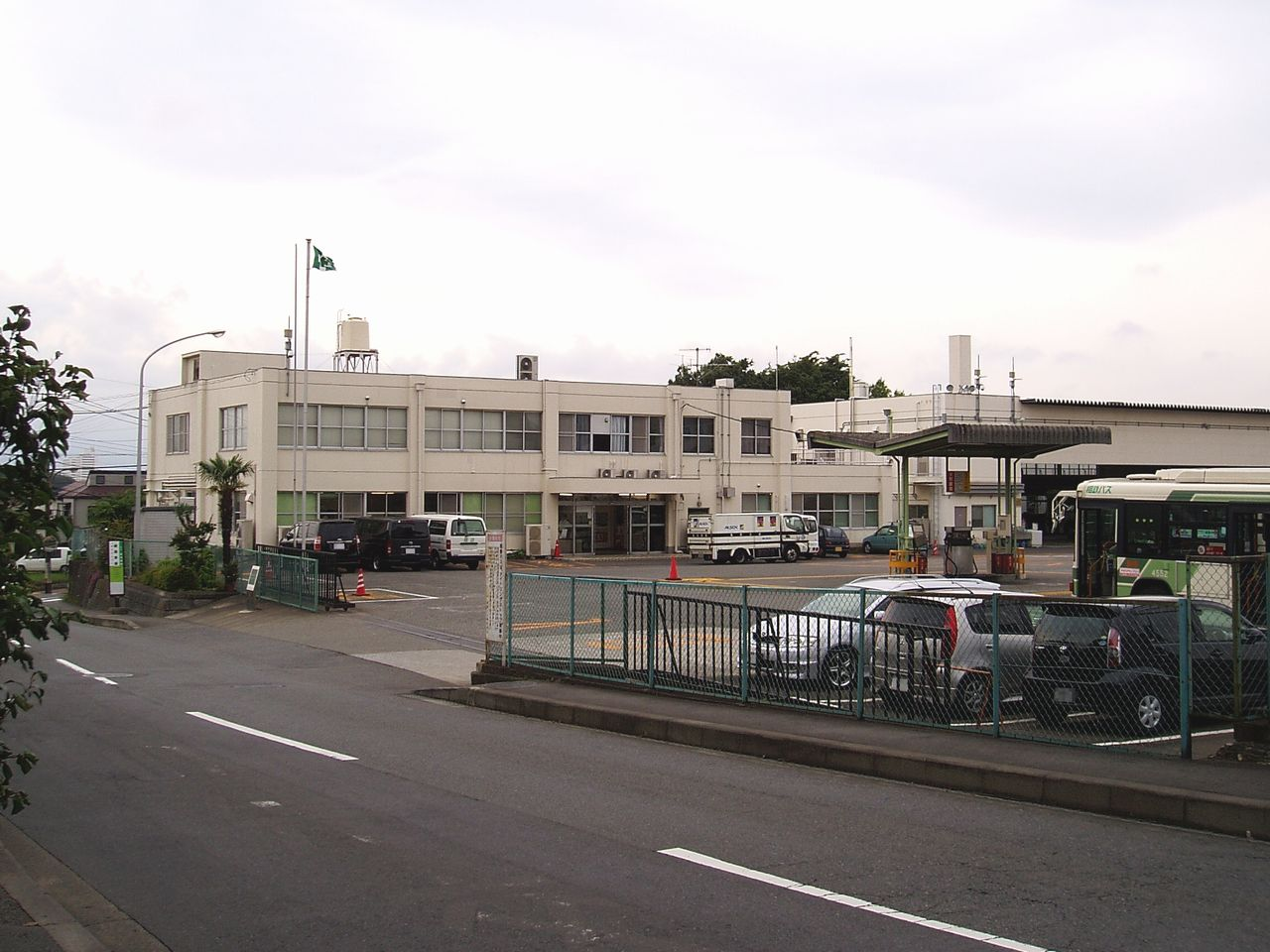
相鉄バス綾瀬営業所

- 綾瀬市立早園小学校
- 生蘭高等専修学校
- 湘央医学技術専門学校
- 湘央生命科学技術専門学校
- 綾瀬郵便局
- さがみ農業協同組合早園支店
- 相鉄バス綾瀬営業所
- 日立産機システム相模事業所
- 小園公園[17]
- 小園東公園[17]
- 小園台第1公園[17]
- 小園台第2公園[17]
- 北原公園[17]
- 南原公園[17]
- 紅葉ケ丘公園[17]
- 稲荷谷公園[17]
- 北原緑地[17]
- お伊勢宮の森[17]

## 史跡
- 小園子之社
- 延命寺

## その他

### 日本郵便
- 郵便番号 : 252-1121[3]（集配局 : 綾瀬郵便局[18]）。